# Symmachia hedemanni
Symmachia hedemanni är en fjärilsart som beskrevs av Felder 1869. Symmachia hedemanni ingår i släktet Symmachia och familjen Riodinidae. Inga underarter finns listade i Catalogue of Life.